# Synagoga w Kikindzie
Synagoga w Kikindzie (serb. Синагога у Кикинди / Sinagoga u Kikindi) – nieistniejąca synagoga znajdująca się w Kikindzie w Serbii, przy dzisiejszej ulicy Dositejevoj.
Synagoga została zbudowana w 1880 roku. Przed II wojną światową Kikindę zaludniała liczna i dobrze prosperująca mniejszość żydowska. Po zagładzie Żydów synagoga została sprzedana przez władze jugosłowiańskie osobom prywatnym, a w 1952 roku zburzona.